# Hannes Arch
Hannes Arch (Leoben, Ausztria, 1967. szeptember 22. – Heiligenblut am Großglockner, 2016. szeptember 8.) világbajnok osztrák műrepülő pilóta, a Red Bull Air Race világkupa tagja 2007 és 2016 között, a 2008-as szezon győztese.

## Élete
1967 szeptemberében született az osztrák Leoben településen. Eleinte siklóernyőzéssel illetve hegymászással foglalkozott, mindkét területen profinak számított. 1998-tól kezdett műrepüléssel foglalkozni, 2001-ben nyerte első bajnokságát Svájcban, 2006-ban pedig műrepülő-Európa-bajnok lett. 2007-ben csatlakozott a Red Bull Air Race világkupa-sorozathoz, első évében a 10. helyen zárt összetettben. A következő, 2008-as szezonban két helyszínen (Magyarország, Portugália) is győzedelmeskedni tudott, és megnyerte az összetettet. 2009-ben és 2010-ben is a második helyen zárta az évet (habár 2010-ben négy versenyt is megnyert a hatból), majd három évig szünetelt a Világkupa. A mezőny 2014-ben folytatta, amikor Arch ismét második lett összetettben, 2015-ben pedig a 3. helyen végzett. Utolsó, 2016-os évében már nem tudott győzni, a be nem fejezett évad végén a harmadik helyen rangsorolták.
A műrepülés mellett a siklóernyőzés világában is ismert volt, ő hozta létre a Red Bull X-Alps néven ismert siklóernyős kihívást, amely a világ egyik legkomolyabb kihívása profi siklóernyősök számára. A verseny lényege, hogy a résztvevők az osztrák Alpokból meghatározott idő alatt eljussanak Monacóba, miközben csak siklóernyővel vagy gyalog közlekedhetnek.

## Halála
Arch 2016. szeptember 8-án hunyt el hazájában, amikor Heiligenblut am Großglockner település területén helikoptere egy sziklafalnak csapódott és lezuhant. Arch nyaktörés következtében vesztette életét, a gép egy másik utasa, egy 62 éves német férfi túlélte a balesetet. Hannes Arch temetésére Trofaiachban került sor 2016. szeptember 13-án.

## Red Bull Air Race eredményei
| Hannes Arch eredményei a Red Bull Air Race World Series sorozatban | Hannes Arch eredményei a Red Bull Air Race World Series sorozatban | Hannes Arch eredményei a Red Bull Air Race World Series sorozatban | Hannes Arch eredményei a Red Bull Air Race World Series sorozatban | Hannes Arch eredményei a Red Bull Air Race World Series sorozatban | Hannes Arch eredményei a Red Bull Air Race World Series sorozatban | Hannes Arch eredményei a Red Bull Air Race World Series sorozatban | Hannes Arch eredményei a Red Bull Air Race World Series sorozatban | Hannes Arch eredményei a Red Bull Air Race World Series sorozatban | Hannes Arch eredményei a Red Bull Air Race World Series sorozatban | Hannes Arch eredményei a Red Bull Air Race World Series sorozatban | Hannes Arch eredményei a Red Bull Air Race World Series sorozatban | Hannes Arch eredményei a Red Bull Air Race World Series sorozatban | Hannes Arch eredményei a Red Bull Air Race World Series sorozatban | Hannes Arch eredményei a Red Bull Air Race World Series sorozatban | Hannes Arch eredményei a Red Bull Air Race World Series sorozatban |
| Év                                                                 | 1                                                                  | 2                                                                  | 3                                                                  | 4                                                                  | 5                                                                  | 6                                                                  | 7                                                                  | 8                                                                  | 9                                                                  | 10                                                                 | 11                                                                 | 12                                                                 | Pontok                                                             | Győzelmek                                                          | Helyezés                                                           |
| ------------------------------------------------------------------ | ------------------------------------------------------------------ | ------------------------------------------------------------------ | ------------------------------------------------------------------ | ------------------------------------------------------------------ | ------------------------------------------------------------------ | ------------------------------------------------------------------ | ------------------------------------------------------------------ | ------------------------------------------------------------------ | ------------------------------------------------------------------ | ------------------------------------------------------------------ | ------------------------------------------------------------------ | ------------------------------------------------------------------ | ------------------------------------------------------------------ | ------------------------------------------------------------------ | ------------------------------------------------------------------ |
| 2007                                                               | DNQ                                                                | 4.                                                                 | 10.                                                                | 11.                                                                | CAN                                                                | 12.                                                                | 11.                                                                | 10.                                                                | 12.                                                                | 10.                                                                | CAN                                                                | 9.                                                                 | 3                                                                  | 0                                                                  | 10.                                                                |
| 2008                                                               | 2.                                                                 | 4.                                                                 | 3.                                                                 | CAN                                                                | 2.                                                                 | 3.                                                                 | 1.                                                                 | 1.                                                                 | CAN                                                                | 3.                                                                 |                                                                    |                                                                    | 61                                                                 | 2                                                                  | 1.                                                                 |
| 2009                                                               | 1.                                                                 | 3.                                                                 | 2.                                                                 | 4.                                                                 | 2.                                                                 | 4.                                                                 |                                                                    |                                                                    |                                                                    |                                                                    |                                                                    |                                                                    | 60                                                                 | 1                                                                  | 2.                                                                 |
| 2010                                                               | 11.                                                                | 1.                                                                 | 1.                                                                 | 1.                                                                 | 4.                                                                 | 1.                                                                 | CAN                                                                | CAN                                                                |                                                                    |                                                                    |                                                                    |                                                                    | 60                                                                 | 4                                                                  | 2.                                                                 |
| 2014                                                               | 2.                                                                 | 1.                                                                 | 2.                                                                 | 1.                                                                 | 8.                                                                 | 8.                                                                 | 5.                                                                 | 4.                                                                 |                                                                    |                                                                    |                                                                    |                                                                    | 53                                                                 | 1                                                                  | 2.                                                                 |
| 2015                                                               | 4.                                                                 | 11.                                                                | 1.                                                                 | 1.                                                                 | 8.                                                                 | 12.                                                                | 9.                                                                 | 5.                                                                 |                                                                    |                                                                    |                                                                    |                                                                    | 34                                                                 | 2                                                                  | 3.                                                                 |
| 2016                                                               | DSQ                                                                | 2.                                                                 | 6.                                                                 | 2.                                                                 | 3.                                                                 | 5.                                                                 | DNP                                                                | DNP                                                                |                                                                    |                                                                    |                                                                    |                                                                    | 41                                                                 | 0                                                                  | 3.                                                                 |

Megjegyzés:
- CAN: Törölt verseny
- DNP: Nem vett részt
- DNQ: Nem kvalifikált
- DSQ: Kizárták

## Fordítás
- Ez a szócikk részben vagy egészben  a   Hannes Arch című angol Wikipédia-szócikk ezen változatának fordításán alapul.  Az eredeti cikk szerkesztőit annak laptörténete sorolja fel. Ez a jelzés csupán a megfogalmazás eredetét és a szerzői jogokat jelzi, nem szolgál a cikkben szereplő információk forrásmegjelöléseként.